# Moulin de Senlis
Le moulin de Senlis, situé à Montgeron (département français de l'Essonne), est un bâtiment du XVe siècle inscrit au titre des monuments historiques en 2018.

## Histoire
Le moulin est mentionné dès 1456, sous la dénomination du moulin de « Sen Lices ». Il subit diverses campagnes de restaurations aux XIXe et XXe siècles et a différentes fonctions au fil du temps : moulin, résidence, centre d'accueil de réfugiés.
Le moulin est partiellement inscrit au titre des monuments historiques par arrêté du 10 décembre 2018.
Anciennement moulin à eau, il fut très utilisé jusqu'au XIXe siècle. C'était un des 20 moulins situé sur les berges de l'Yerres, produisant autrefois de la farine. Aujourd'hui, il n'est plus en utilisation à la suite du déplacement du lit de la rivière un peu plus au nord. 
Il jouait un rôle économique conséquent en alimentant l'énorme marché de Paris. Les meuniers s'assuraient de revenus conséquents et appartenaient à la classe supérieure paysanne. Par la suite, il sera remanié et amélioré successivement par ses différents propriétaires. En 1901, Eugène-Émile Esnault-Pelterie, l’architecte du Musée Grévin à Paris, acquiert l'ensemble et engage des travaux pour lui donner une touche gothique par l'ajout notamment d'arcs boutants.
En 1927, un médecin russe rachète le domaine pour le compte d'une association caritative russe. 
En 2018, la ville de Montgeron préempte le bien et en devient le nouveau propriétaire. Le promoteur « Histoire et patrimoine » réalisera 26 logements ce qui permettra de le rénover. La ville conservera environ 500 mètres carrés du bâtiment historique mais la destination de cet espace reste à définir.

## Description
Le Moulin de Senlis est un ancien moulin à eau. Il se compose d'un moulin avec une roue situé dans un ensemble de 4 bâtiments entourant une cour intérieure, d'une chapelle et d'un parc arboré,.